# Колландсё
Колландсё (швед. Kållandsö) — второй по величине после Турсё остров на крупнейшем в Швеции озере Венерн.
Площадь острова составляет 56,78 км². Расположен у южного берега озера и является северной частью коммуны Лидчёпинг. От города Лидчёпинг Колландсё лежит на расстоянии в 20 километров. Население острова составляет 1100 человек (2005). В связи с наличием на острове ряда достопримечательностей — в том числе построенного в стиле барокко дворца Лескё, Колландсё часто посещается туристами. Кроме дворца, они могут осмотреть находящееся на острове старинное поместье «Транеберг» шведского аристократического рода Делагарди.
В рыбачьем местечке Спикен расположена станция Шведского общества спасения на водах SSRS.

## Галерея

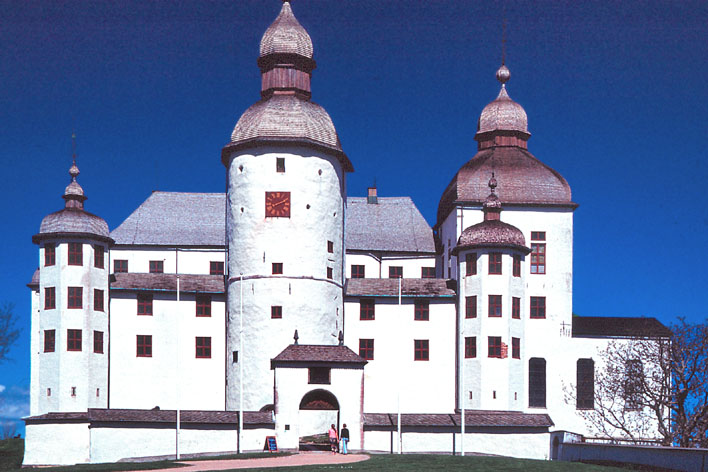
Дворец Лескё
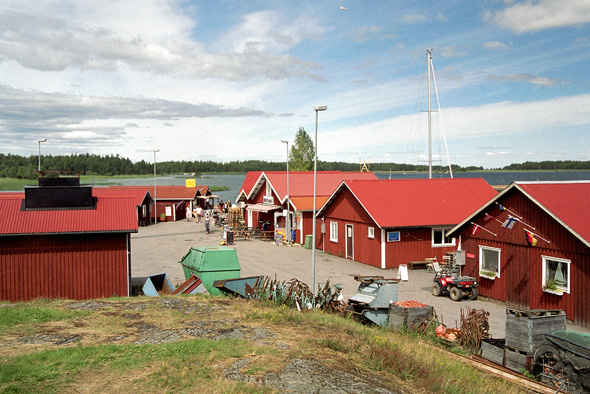
Рыбацкая деревня Спикен